# 南徐州 (北魏)
南徐州，中国北魏時設置的州，後改為東徐州，在今江蘇省宿遷市一帶。

## 沿革
北魏孝文帝時，分徐州置南徐州，領宿豫郡，治宿豫（今江蘇省宿遷市东南废黄河东北岸古城）。辖境相当今江苏淮河以北，睢宁、宿迁、沭阳等市、县南部以南，涟水县以西地区和安徽省五河县、泗县东部。太和二十二年（498年），改東徐州（治團城）為南青州，南徐州為東徐州。後改東徐州為宿豫鎮。
南朝梁天監八年（509年），佔領北魏宿豫鎮，復置東徐州。至梁後期，東徐州領二十二郡：宿預郡、東平郡、陽平郡、清河郡、歸義郡、朱沛郡、脩儀郡、安豐郡、濟陰郡、淮陽郡、綏化郡、呂梁郡、恩撫郡、西淮郡、晉寧郡、扶風郡、蘭陵郡、鉅鹿郡、太山郡、高平郡、朝陽郡、臨沭郡。
東魏武定七年（549年），佔領東徐州，改為東楚州。

## 長官
北魏南徐州刺史（？－498年）
- 沈陵（？－498年）[1]

北魏東徐州刺史（498年－500年代）
- 沈陵（498年－499年）[1]
- 王世弼（宣武帝初）[4]

南梁東徐州刺史（509年－549年）
- 湛海珍（？－549年）[5]